# پاسخن
پاسخن، شهری که مرکز بخش فسارود شهرستان داراب در استان فارس ایران است. 

## جمعیت
بر پایه سرشماری عمومی نفوس و مسکن در سال ۱۳۹۵، جمعیت شهر پاسخن برابر با ۱٬۵۴۵ نفر (۴۷۶ خانوار) بوده‌است.